# 卡勒·库斯塔·帕西亚
卡勒·库斯塔·帕西亚（芬蘭語：Kalle Kustaa Paasia，1883年8月28日—1961年12月19日），芬兰男子体操运动员。他曾获得1908年夏季奥运会体操比赛男子团体全能铜牌。1909年，他代表Ylioppilasvoimistelijat队在全国体操锦标赛上获得男子团体冠军。